# Parviz Broumand
Parviz Broumand (in persiano: پرویز برومند; Teheran, 11 settembre 1972) è un ex calciatore iraniano, di ruolo portiere.